# Josef Nöcker
Josef Nöcker, född 18 oktober 1919 i Düsseldorf, död 5 augusti 1989, var en tysk friidrottare, läkare och sportfunktionär.

## Friidrott
Nöcker studerade sedan 1939 medicin i olika tyska städer och han blev doktor i Leipzig 1945. Där tävlade han i friidrott och han blev 1948 mästare i den sovjetiska ockupationszonen över 4x100 meter och han vann en silvermedalj i tresteg. Som läkare var han medlem i det sammanlagda tyska laget som tävlade vid olympiska sommarspelen 1956 i Melbourne.

## Medicinisk forskning och idrottsfunktionär
Nöcker skrev en avhandling hur mineralupptagningen påverkar utvecklingen av musklerna och innan den publicerades fick Nöcker ett pris som är uppkallat efter idrottsfunktionären Carl Diem. Priset överlämnades till Nöckers far som i motsats till Nöcker själv hade tillåtelse att resa till Västtyskland. Nöcker stannade efter en landskamp i England och han bodde sedan i Leverkusen. Han var ledamot av den västtyska olympiska kommitteen och involverad i västtyska lag vid OS. Nöcker mottog 1970 Förbundsrepubliken Tysklands förtjänstorden och 1976 en medalj till minne av kirurgen Ernst von Bergmann. Han dog under en trafikolycka.